# Lithocarpus quercifolius
Lithocarpus quercifolius C.C.Huang & Y.T.Chang – gatunek roślin z rodziny bukowatych (Fagaceae Dumort.). Występuje naturalnie w Chinach – w prowincjach Guangdong oraz Jiangxi. 

## Morfologia
PokrójZimozielone drzewo dorastające do 5–6 m wysokości.
LiścieBlaszka liściowa jest skórzasta i ma kształt od podługowatego do odwrotnie jajowato eliptycznego. Mierzy 4–11 cm długości oraz 1–3 cm szerokości, jest delikatnie ząbkowana na brzegu, ma nasadę od zaokrąglonej do klinowej i ostry wierzchołek. Ogonek liściowy jest nagi i ma 2–5 mm długości.
OwoceOrzechy o kulistym kształcie, dorastają do 12–16 mm długości i 20–24 mm średnicy. Osadzone są pojedynczo w miseczkach w kształcie talerza, które mierzą 2–5 mm długości i 20–25 mm średnicy. Orzechy otulone są w miseczkach do 20% ich długości.

## Biologia i ekologia
Rośnie w lasach wtórnych oraz zaroślach. Występuje na wysokości około 600 m n.p.m. Kwitnie od kwietnia do czerwca, natomiast owoce dojrzewają od września do października.